# Trekløftalant
Trekløftalant (Inula conyzae) er en vildstaude med en opret vækst. Planten tilhører de kurvblomstrede, men er kendelig på, at kurvene mangler de ydre tungeblomster, og den har i stedet oprette og mere eller mindre trekløvede randkroner. Kurvsvøbbladene har desuden udadbøjede eller tilbagekrummede spidser.
Arten findes i det meste af Eurpoa. Nordgrænsen for dens udbredelse går gennem Danmark hvor den kun findes på få lokaliteter. Den er kategoriseret som næsten truet på den danske rødliste 2019.

## Kendetegn
Trekløftalant er en to- eller flerårig, urteagtig plante med en opret vækst. Skuddene er tynde og rødlige med bløde, filtagtige hår. Bladene er spredt stillede og ægformede til lancetformede med en grovtakket bladrand. Oversiden er græsgrøn med tydeligt forsænkede bladribber, mens undersiden er lysegrøn og hvidfiltet. Blomstringen foregår i juli-august, hvor man finder de endestillede blomster samlet i smalle, oprette kurve, som igen er samlet i en løs top. De enkelte blomster er alle rørformede (egentlige randkroner mangler) og brungule. Frøene er nødder med en kort fnok.
Rodsystemet består af en tyk, lodret rodstok, som er forlænget i en dybtgående pælerod med mange siderødder.
Trekløftalant når en højde på 100 cm og en bredde på ca. 25 cm.

## Hjemsted
Trekløftalant hører hjemme på tørre, lysåbne områder med en kalkrig jordbund. Derfor findes den på overdrev, kystskrænter og i skovbryn og lysninger. Planten er på sin nordgrænse i Danmark, hvor den kun findes i Molslandet, ved Horsens og den nordlige del af Storebæltsregionen. Ved landsbyen Vellinge i det sydvestlige Skåne, findes en lav skråning. Her er jorden veldrænet, kystnær og kalkrig, og her vokser arten sammen med bl.a. Agerpadderok, Agertidsel, Almindelig kvik, Draphavre, Enggedeskæg, Følfod, Horsetidsel, Hvas randfrø, Lodden dueurt, Rød svingel, Rørgræs og Stortoppet hvene

## Galleri
|  |  |  |
|  |  |  |

## Kuriosa
Arten er udset til at være underlagt Aarhus Kommunes særlige beskyttelse, idet den nemlig findes "i den nordligste del af kommunen".[kilde mangler]